# Maytenus harenensis
Maytenus harenensis es una especie de planta de flores perteneciente a la familia  Celastraceae. Es endémica de Etiopía. Está considerada  en peligro de extinción por pérdida de hábitat. 

## Hábitat
Es un endemismo del bosque Harena, un remanente afromontano de bosque en el Parque nacional de las Montañas Bale en Etiopía. El bosque se ve perturbada por las actividades madereras y la construcción de aserraderos en la zona ha hecho que la actividad sea más intensa.

## Taxonomía
Maytenus harenensis  fue descrita por Sebsebe Demissew y publicado en Bull. Brit. Mus. (Nat. Hist.) Bot. 19: 1 1989.
Etimología
Maytenus: nombre genérico de  maiten, mayten o mayton, un nombre mapuche para la especie tipo Maytenus boaria.
harenensis: epíteto geográfico que alude a su localización en el bosque Harena, un remanente afromontano de bosque en el Parque nacional del Monte Bale en Etiopía.